# Краснокутское сельское поселение (Белгородская область)
Краснокутское сельское поселение — муниципальное образование в Борисовском районе Белгородской области России.
Административный центр — село Красный Куток.

## История
Сельское поселение образовано 6 мая 2013 года Законом Белгородской области № 195 «О преобразовании муниципального образования и внесении изменений в статью 5 Закона Белгородской области Об установлении границ муниципальных образований и наделении их статусом городского, сельского поселения, городского округа, муниципального района».

## Население
| 2014 | 2015 | 2016 | 2017 | 2018 | 2019 | 2020 | 2021 |
| ---- | ---- | ---- | ---- | ---- | ---- | ---- | ---- |
| 568  | ↗577 | ↗595 | ↗613 | ↗614 | ↗626 | ↘623 | ↘572 |

## Состав сельского поселения
| № | Населённый пункт | Тип населённого пункта       | Население |
| - | ---------------- | ---------------------------- | --------- |
| 1 | Ваковщина        | хутор                        | ↘19       |
| 2 | Красный Куток    | село, административный центр | ↘556      |